# NGC 6572
NGC 6572 è una nebulosa planetaria visibile nella costellazione di Ofiuco.

## Osservazione

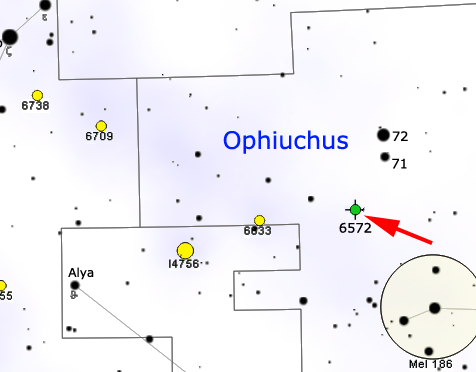
Mappa per individuare NGC 6572.

Si individua nella parte settentrionale della costellazione, in un'area relativamente povera di stelle appariscenti; per trovare la sua posizione si può partire dalla coppia di stelle 72 e 71 Ophiuchi e spostarsi di circa 2,2 gradi in direzione sudest. Sotto cieli molto bui e limpidi è apprezzabile anche attraverso piccoli rifrattori da 80mm, attraverso i quali appare come un debole dischetto bluastro circondante una stella di magnitudine 9; uno strumento da 200mm e forti ingrandimenti permette di scorgere diversi dettagli anche senza l'ausilio di un filtro OIII, come un alone ellittico orientato in senso nord-sud.
A causa della sua declinazione molto bassa e prossima all'equatore celeste, questa nebulosa può essere osservata con facilità da tutte le aree popolate della Terra senza distinzioni particolari fra i due emisferi; osservatori posti alle latitudini boreali risultano leggermente più favoriti a parità di latitudine. Il periodo migliore per la sua osservazione nel cielo serale è quello compreso fra giugno e ottobre.

## Storia delle osservazioni
NGC 6572 è stata scoperta nel 1825 dall'astronomo tedesco Friedrich Georg Wilhelm von Struve, che la vide attraverso un telescopio rifrattore da 9,6 pollici; la nebulosa era infatti sfuggita all'occhio esperto di William Herschel. Nel New General Catalogue è descritta come una nebulosa molto piccola e luminosa, di forma circolare e un po' nebbiosa.

## Caratteristiche
Si tratta di una nebulosa piuttosto appariscente, la cui distanza è stimata attorno ai 2000 parsec (6500 anni luce), forse in una zona inter-braccio o a breve distanza dal bordo esterno del Braccio del Sagittario.
La sua massa misura circa la metà di quella del Sole e l'età, misurata grazie alla velocità di espansione dei gas, pari a 16 km/s, è stimata in circa 2500-2600 anni, anche se si stima che la nebulosa sia già in una fase finale del suo livello evolutivo.
È una nebulosa piuttosto luminosa, di magnitudine 8,1, e se non fosse per le polveri interstellari che si frappongono lungo la linea di vista oscurandola, si stima che potrebbe essere due volte più brillante.